# Christian Jacob (dzsesszzongorista)
Christian Jacob (Metz, 1958. május 8. –) francia dzsesszzongorista. Széles körben ismertté vált társvezetőként, hangszerelőként és zongoristaként Tierney Sutton énekes mellett. Szólisként is jelentős karriert futott be.

## Életpályája
Jacob 1958. május 8.-án született Metzben, Lotaringiában. Négy évesen zongorázott és elmerült a francia klasszikusok tanulmányozásában. Csodagyereknek tartották, hiszen abszolút hallással és természetes tehetséggel rendelkezett. Amikor 10 évesen felfedezte a jazzt, a műfaj rögtönzött természete azonnal megfogta. Hatásainak Dave Brubecket és Oscar Petersont tette meg. Tinédzserként Jacob Pierre Sancan irányítása alatt tanult a párizsi Conservatoire National Superieur de Musiqueban. Később a metzi Conservatoire National de Region-ban volt zongoratanár.
1983 januárjában Jacob beiratkozott a Berklee College of Musicra Bostonban, Massachusetts államban. Mielőtt 1985-ben magna cum laude minősítéssel diplomázott volna, számos díjat nyert diákként, többek között a Joe Zawinul Jazz Masters Award, az Oscar Peterson Jazz Masters Award és a Down Beat Top Collegiate Jazz Soloist díját. A diploma megszerzése után tanári állást vállalt a Berklee-nél.
Bostonban töltött évei alatt létrehozta a Bostonian Friends nevű zenei partnerséget Fritz Renold svájci szaxofonossal, amely jazzfelvételeket és klasszikus megrendeléseket  készített. Bár a klasszikus előadói pályáról a jazz kedvéért lemondott, Jacob a klasszikus világgal olyan projekteken keresztül tartotta a kapcsolatot, mint például ezek a megrendelt művek. Renold bemutatta Jacobot a Swiss Youth Jazz Orchestra-nak, amelynek hangszerelője és oktatója volt az 1990-es években. 1992 és 1994 között nancyi Orchestre Regional Jazz de Lorraine rezidenciájának igazgatójaként is tevékenykedett.

## Díjai, elismerései
- “Conservatoire National Supérieur de Musique” (Párizs) első díja;
- “Top Collegiate Jazz Soloist” (Down Beat Magazine)
- A 6.  Annual Great American Jazz Piano Competition győztese

## Fordítás
- Ez a szócikk részben vagy egészben  a   Christian Jacob (musician) című angol Wikipédia-szócikk ezen változatának fordításán alapul.  Az eredeti cikk szerkesztőit annak laptörténete sorolja fel. Ez a jelzés csupán a megfogalmazás eredetét és a szerzői jogokat jelzi, nem szolgál a cikkben szereplő információk forrásmegjelöléseként.